# Directeur-grootaandeelhouder
In Nederland is een directeur-grootaandeelhouder (DGA) iemand die werkt bij een besloten vennootschap (bv) of naamloze vennootschap (nv) in een binnen de vennootschap relatief hoge (vaak de hoogste) bestuurlijke functie, en een groot deel van de aandelen bezit in het bedrijf. De term zegt niets over de absolute hoogte van de functie, of de absolute omvang van het bezit, want het kan om een kleine vennootschap gaan.

## Verschil met zelfstandige of vennoot
De positie van de DGA verschilt in diverse opzichten van die van de eigenaar van een eenmanszaak, de vennoot in een vennootschap onder firma of de maat in een maatschap, namelijk:
- De bv of nv zijn rechtspersonen, te onderscheiden van de DGA zelf, een natuurlijk persoon. De DGA is dus niet aansprakelijk voor de schulden van de bv of nv.
- De winsten van de bv of nv zijn onderworpen aan vennootschapsbelasting; zolang en voor zover de winst in de onderneming blijft is geen inkomstenbelasting verschuldigd.
- Evenals de commanditaire vennootschap kan de bv of nv gedeeltelijk eigendom zijn van aandeelhouders die daar niet bij werken.

## Fiscale regelingen
De DGA moet volgens de gebruikelijkloonregeling loonheffing betalen over een gebruikelijk salaris. De belastingdienst stelt daartoe een 'gebruikelijk loon' vast. Dit gebruikelijk loon stelt het loon waarover loonheffing wordt berekend op het hoogste van de volgende drie loonniveaus:
- 75%[1] (100% verminderd met een zogenoemde doelmatigheidsmarge van 25%) van het loon uit de meest vergelijkbare dienstbetrekking in een situatie waarbij geen sprake is van een aanmerkelijk belang;
- het hoogste loon van de werknemers die in dienst zijn van de vennootschap;
- € 48.000 per jaar. (per 2022)[2]

Hierbij dient de Belastingdienst aannemelijk te maken dat het loon hoger moet zijn dan € 48.000 op grond van het eerste of tweede punt, en het loon mag lager zijn dan € 48.000 als de DGA aannemelijk kan maken dat dit gebruikelijk is.
Dit salaris geldt per DGA, dus een bedrijf met drie directeur-eigenaren moet dit drie keer uitkeren. Dit wordt gedaan omdat anders de DGA in zijn rol als werknemer een onredelijk laag salaris zou kunnen accepteren omdat dat gecompenseerd wordt door het voordeel dat dit voor hem heeft in zijn rol als aandeelhouder; zo zou hij eventueel per saldo een fiscaal voordeel kunnen behalen (een lager tarief, en bij uitstel van het uitbetalen van de winst ook uitstel van het betalen van belasting in box 2, zie ook hieronder). Voor startups zijn er soms specifieke regelingen.
De DGA heeft een aanmerkelijk belang (meer dan 5% van de aandelen in een bv of nv), zodat bijzondere regels gelden met betrekking tot de inkomstenbelasting:  
- Dividend en winst uit verkoop van de onderneming worden in box 2 belast met een vlaktaks van 25%. (Uiteindelijk is er dan dus twee keer belasting geheven over de winst, want er was ook al vennootschapsbelasting over betaald. Bij een tarief van 20% voor de vennootschapsbelasting is dit in totaal 40%, toch nog veelal lager dan het tarief van box 1.)
- De waarde van het aanmerkelijk belang telt niet mee voor het vermogen in box 3. (Daar staat tegenover dat over de aangroei van deze waarde steeds vennootschapsbelasting en vroeg of laat belasting in box 2 verschuldigd is, zie hierboven.) De Commissie Van Dijkhuizen heeft voorgesteld aan het belaste inkomen in box 2 een forfaitair rendement toe te voegen.

### Lenen aan eigen vennootschap
Als een DGA zijn vennootschap geld leent wordt de door hem ontvangen rente, verminderd met 12% terbeschikkingstellingsvrijstelling, volgens de terbeschikkingstellingsregeling belast in box 1 als resultaat uit overige werkzaamheden. Daar staat tegenover dat vermogensrendementsheffing over de geldsom wordt bespaard.

## Werknemersverzekeringen
De werknemersverzekeringen (WW, WIA en ZW) merken het directeur-grootaandeelhoudeelhouderschap niet aan als dienstbetrekking, waardoor enerzijds geen premies hoeven te worden betaald, maar anderzijds ook geen uitkeringen kunnen worden ontvangen. De regels zijn echter voor deze verzekeringen anders dan voor de wet loonbelasting, en zijn onder meer bedoeld om misbruik te voorkomen.
De Regeling aanwijzing directeur-grootaandeelhouder geeft regels in welke gevallen een bestuurder wordt aangemerkt als directeur-grootaandeelhouder (zodat de verzekeringen niet gelden), maar bepaalt ook dat het UWV bevoegd is om in afwijking van die regels een bestuurder niet als directeur-grootaandeelhouder aan te merken (zodat de verzekeringen wel gelden), indien deze door feiten en omstandigheden aantoont daadwerkelijk ondergeschikt te zijn aan de algemene vergadering van de vennootschap.

## Pensioen in eigen beheer
Voor het pensioen van de DGA die minimaal 10% van de aandelen bezit (d.w.z. een DGA in de zin van de Pensioenwet) mag zijn eigen vennootschap optreden als pensioenverzekeraar (pensioen in eigen beheer, PEB). Deze hoeft daarvoor niet te voldoen aan de strenge eisen waar een gewone pensioenverzekeraar aan moet voldoen. Net als bij banksparen is er geen langlevenrisico verzekerd, en komt bij vroeg overlijden van de DGA de sterftewinst toe aan zijn erfgenamen. Een voordeel is dat het pensioenkapitaal tevens dienst doet als bedrijfskapitaal, maar het bijbehorende nadeel is dat als het slecht gaat met het bedrijf het pensioenkapitaal kan worden aangetast en zelfs geheel verloren kan gaan. Als bijvoorbeeld het bedrijf failliet gaat is de DGA dan vaak niet alleen zijn bedrijf maar ook zijn pensioen kwijt. De pensioenverplichting is een vorm van lang vreemd vermogen.
Er wordt onderscheid gemaakt tussen de fiscale waarde van de pensioenverplichting en de commerciële waarde:
- De fiscale waarde van de pensioenverplichting is het totale bedrag dat voor de vennootschapsbelasting van de winst is afgetrokken (de boekwaarde van de pensioenverplichting op de balans voor de heffing van vennootschapsbelasting). Naast de aftrekpost in verband met het extra opbouwjaar is er steeds eventueel een extra aftrekpost voor indexering over een verstreken jaar van de tot dan toe opgebouwde pensioenaanspraak, en verhoging wegens loonsverhoging in het geval van een eindloonregeling (twee vormen van backservice). Bij de bepaling van de aftrekposten wordt steeds een rekenrente van 4% gehanteerd.
- De commerciële waarde van de pensioenverplichting (voor de DGA persoonlijk: pensioenaanspraak) is de koopsom waarvoor het afgesproken pensioen in principe zou kunnen worden aangekocht bij een commerciële verzekeraar.

De commerciële waarde van de pensioenverplichting is anno 2016 aanzienlijk hoger dan de fiscale waarde, vooral als gevolg van de lage rentestand, en verder ook bijvoorbeeld doordat fiscaal geen rekening mag worden gehouden met indexering van het pensioen over toekomstige jaren. 
De vennootschap mag niet zoveel dividend uitkeren dat, de commerciële waarde van de pensioenverplichting in aanmerking nemend, het eigen vermogen van de vennootschap negatief wordt. Als dit toch gebeurt dan wordt dit gezien als het prijsgeven van de pensioenaanspraak (materiële afkoop). Dit heeft volgens artikel 19b van de Wet op de loonbelasting 1964 weliswaar geen consequenties als de aanspraken niet voor verwezenlijking vatbaar zijn, maar hier worden alleen bedoeld gevallen als faillissement, surseance van betaling en schuldsanering. Het artikel bepaalt dat in andere gevallen de commerciële waarde van de pensioenaanspraak wordt belast als loon (dus in box 1). Artikel 30i van de Algemene wet inzake rijksbelastingen bepaalt dat dan bovendien 20% revisierente is verschuldigd. Het komt erop neer dat het ingewikkeld is te bepalen of dividend mag worden uitgekeerd, en zo ja, hoeveel, en dat overtreding van de regels zeer nadelig is. Dit wordt de dividendklem genoemd.
Sinds 1 januari 2013 mag op de ingangsdatum van het pensioen bij een dekkingsgraad (op basis van de fiscale waarde) van minder dan 75% als gevolg van ondernemings- en/of beleggingsverliezen afstempeling plaatsvinden. Bij het bepalen van de onderdekking wordt het uitgekeerde dividend van de afgelopen 7 jaar meegeteld als ondernemingsvermogen. De vermindering van de fiscale waarde van de pensioenverplichting behoort tot de belastbare winst van de vennootschap, er is dus vennootschapsbelasting over verschuldigd.
Per 1 januari 2014 moest de pensioenbrief (pensioenovereenkomst) van de DGA worden aangepast op straffe van ernstige fiscale gevolgen.
Bij het PEB zijn er, zoals hierboven aangestipt, diverse knelpunten die de regeling minder aantrekkelijk maken voor de DGA. Door de complexiteit is het PEB ook arbeidsintensief voor de Belastingdienst. De Wet van 8 maart 2017 tot wijziging van enkele belastingwetten en enige andere wetten tot uitfasering van het pensioen in eigen beheer en het treffen van enkele fiscale maatregelen inzake oudedagsvoorzieningen (Wet uitfasering pensioen in eigen beheer en overige fiscale pensioenmaatregelen) bepaalt daarom dat een nieuw PEB niet meer mogelijk is. De DGA met PEB heeft de volgende keuzemogelijkheden:
- PEB houden, maar niet verder opbouwen (de verdere opbouw is sinds 1 juli 2017 verboden; voor het overhevelen van een extern verzekerd pensioen naar de PEB was deze datum de deadline voor het verzoek tot overdracht[9]).
- PEB fiscaal geruisloos (zonder loonheffing, revisierente of vennootschapsbelasting) afstempelen naar het niveau waarbij de commerciële waarde gelijk is aan de eerdere fiscale waarde, en:
  - het gereduceerde PEB afkopen (ook weer zonder revisierente) met als afkoopsom de nieuwe commerciële waarde (dus de eerdere fiscale waarde), voor 100% min een kortingspercentage belast in box 1. In 2017 is de korting 34,5%, in 2018 25% en in 2019 19,5%. Hierbij zijn ter voorkoming van anticipatie-effecten de balanswaarden van ultimo 2015 in beginsel het uitgangspunt voor de tegemoetkomingen ter zake van de afkoop.
  - het gereduceerde PEB omzetten naar een zogenoemde oudedagsverplichting, dit is een systeem zoals het eerder voorgestelde oudedagssparen in eigen beheer (OSEB), maar dan zonder verdere opbouw. De pensioenverplichting van de vennootschap wordt uitgedrukt in een kapitaal dat de vennootschap schuldig is aan de DGA: de nieuwe commerciële waarde (dus de eerdere fiscale waarde) van de PEB. Het kapitaal rent jaarlijks op met het U-rendement. Uiteindelijk moet de vennootschap de schuld aflossen, in één keer door het extern bedingen van een lijfrente (lijfrenteverzekering, lijfrentespaarrekening of lijfrentebeleggingsrecht) voor de DGA, of door gelijkmatige uitkeringen gedurende 20 jaren van de vennootschap aan de DGA. Tijdens de uitkeringsfase vindt eveneens oprenting plaats met het U-rendement. De uitkering in het eerste jaar is 1/20 van het eerder opgerente kapitaal, het resterende kapitaal rent een jaar op, de uitkering in het tweede jaar is 1/19 van de dan geldende kapitaalwaarde, enz. Op ieder moment van de uitkeringsfase kan de vennootschap de actuele schuld aflossen door met dit bedrag als koopsom alsnog extern een lijfrente te bedingen.

Sparen voor de oude dag (voor nieuwe gevallen en als aanvulling voor de overgangsregelingen) kan ook nog steeds in de vennootschap (van de winst na aftrek van de vennootschapsbelasting, met uiteindelijke belasting in box 2). Dit is qua belastingclaim die er op rust een middenweg tussen het "bruto sparen" in box 1 als bij pensioen en lijfrente, en het gewone netto sparen in box 3.